# Sedum allantoides
La planta cola de borrego (Sedum allantoides) es una especie de la familia de las crasuláceas, comúnmente llamadas, siemprevivas, conchitas o flor de piedra (Crassulaceae), dentro del orden Saxifragales en lo que comúnmente llamamos plantas dicotiledóneas, aunque hoy en día se agrupan dentro de Magnoliopsida. El nombre del género significa “sedentario” o “estar sentado”, esto probablemente por sus hábitos de crecimiento; la especie hace referencia a la similitud con un embutido o salchicha.

## Clasificación y descripción
Planta de la familia Crassulaceae. Planta perenne, glauca, tallos ramificados, leñosos en la base, ramas hasta 30 cm de alto; hojas cilíndricas, romas, sésiles, de 2-3 cm de largo, 5-8 mm de diámetro, muy glaucas. Inflorescencia paniculada, con ramas cimosas, flores con pedicelos de 6-10 mm de largo, sépalos lanceolados, agudos de 6 mm de largo; pétalos blanco verdosos, con mucrón subapical. Cromosomas n= 29, 58.

## Distribución
Endémica de México, en el estado de Puebla, Texcala, San Luis Atolotitlán, límite entre Oaxaca y Puebla, en Oaxaca Miltepec.
Localidad tipo: Puebla: San Luis Atolotitlán.

## Ambientes
Lugares secos y lejos del sol pero muy ventilados y bien hidratados.  

## Estado de conservación
No se encuentra catalogada bajo algún estatus o categoría de conservación, ya sea nacional o internacional. Muy utilizada como especie ornamental.